# Małgorzata Roszkowska
Małgorzata Roszkowska, née le 27 septembre 1967 à Białystok, est une judokate polonaise.

## Biographie

### Carrière
Elle participe aux Jeux olympiques d'été de 1992 et à ceux de 1996.

## Palmarès international en judo
| Championnats du monde         | Championnats du monde | Championnats du monde |
| Année                         | Médaille              | Catégorie             |
| ----------------------------- | --------------------- | --------------------- |
| 1989                          | bronze                | –48 kg                |
| Catégorie                     |                       |                       |
| Année                         | Médaille              | Catégorie             |
| 1991                          |                       |                       |
| Championnats d’Europe de judo |                       |                       |
| Année                         | Médaille              | Catégorie             |
| 1995                          | bronze                | –48 kg                |